# Felsmechanik
| Dieser Artikel wurde auf der Qualitätssicherungsseite des WikiProjekts Planen und Bauen eingetragen. Dies geschieht, um die Qualität der Artikel aus den Themengebieten Bautechnik, Architektur und Planung auf ein akzeptables Niveau zu bringen. Dabei werden Artikel, die nicht maßgeblich verbessert werden können, möglicherweise in die allgemeine Löschdiskussion gegeben. Hilf mit, die inhaltlichen Mängel dieses Artikels zu beseitigen, und beteilige dich an der Diskussion! |

Felsmechanik (auch Gebirgsmechanik) ist jener Teil der Geotechnik, der sich mit dem Verhalten von Festgestein im Umfeld der von Menschenhand errichteten Bauwerke samt deren Fundamente, des Weiteren mit Tunneln sowie mit Hohlräumen im Bergbau befasst, in welchem aber auch das Materialverhalten von Festgestein untersucht wird.

## Nähere begriffliche Eingrenzung
Die theoretische und angewandte Wissenschaftsdisziplin, die sich mit dem mechanischen Verhalten von Festgestein befasst, ist die Felsmechanik. Untersucht wird in ihr das mechanische Verhalten von Fels und Gebirge unter dem Einfluss von Kraftfeldern, die aus deren physikalischer Umgebung auf sie einwirken. Dabei wird eine ganz grundlegende praktische Fallunterscheidung vorgenommen:

(a) die Verwendung von Festgestein als Baumaterial:

Eine der Aufgaben der Fachleute der Felsmechanik besteht darin, Gesetze für das mechanische Verhalten von Fels zu formulieren und eine experimentelle Technik zur Bestimmung der dafür erforderlichen Kennwerte zu entwickeln.

(b) das Bauen auf einem Baugrund aus Festgestein:

Die Erarbeitung von Verfahren zur Untersuchung der Standsicherheit von Gründungen, Böschungen und Hohlräumen im Fels gehört zum Themenrepertoire der Felsmechaniker.
Die Felsmechanik ist eine Nachbardisziplin der Bodenmechanik (siehe auch Erd- und Grundbau); ihre praktische Anwendung ist der Hohlraum- und Felsbau.
An den Hochschulen wird die Felsmechanik zumeist von Instituten für Geotechnik vertreten, in Fachgruppen im Rahmen der Angewandten Geologie oder gemeinsam mit dem Tunnelbau. Fachliche Querverbindungen gibt es auch zur technischen Mechanik, zur Festigkeitslehre, zur Bautechnik sowie zur Erforschung der Geodynamik.
Hingegen erstreckt sich der Felsbau, die Lehre vom Bauen im Fels, mehr auf die mit den zugehörigen Bauaufgaben verbundenen, konstruktiven und ausführungstechnischen Fragestellungen. 